# Olympische Jugend-Sommerspiele/Boxen
Das Boxen bei den Olympischen Jugend-Sommerspielen wird unter den Regeln der AIBA durchgeführt. Laut Eigendarstellung der AIBA sollen diese Wettkämpfe die talentiertesten Athleten im Alter von 14 bis 18 Jahren zusammenführen und die Freundschaften der Teilnehmer durch ihren gemeinsamen Sport aufbauen und fördern.
Die ersten Wettkämpfe wurden im Jahr 2010 ausgetragen. Im Jahr 2014 fanden erstmals Mädchen-Wettkämpfe statt, jedoch nur in drei Gewichtsklassen.
Eine Eigenheit ist die Tatsache, dass nicht wie bei anderen Amateurboxwettkämpfen üblich, sich die beiden Verlierer der Halbfinalkämpfe einer Gewichtsklasse jeweils den dritten Platz teilen, sondern es wird ein Kampf um den dritten Platz durchgeführt. Auch die beiden Verlierer der Viertelfinalkämpfe einer Gewichtsklasse, liefern sich anschließend einen Kampf um den fünften Platz.
2010 nahmen 66 männliche Boxer an den Spielen teil und lieferten sich 77 Kämpfe in elf Gewichtsklassen, während 2014 schon 78 männliche und weibliche Boxer in zehn Gewichtsklassen bei den männlichen und drei Gewichtsklassen bei den weiblichen Boxern teilnahmen und sich 91 Kämpfe lieferten.
Kuba ist mit 5 Gold- und eine Silbermedaille die bisher erfolgreichste Teilnehmernation.

## Olympische Jugend-Sommerspiele
| Nr. | Jahr | Ort      | Land                | Artikel |
| --- | ---- | -------- | ------------------- | ------- |
| 1   | 2010 | Singapur | Singapur            | Details |
| 2   | 2014 | Nanjing  | Volksrepublik China | Details |